# Eleutherolaimus chesapeakiensis
Eleutherolaimus chesapeakiensis is een rondwormensoort uit de familie van de Linhomoeidae. De wetenschappelijke naam van de soort is voor het eerst geldig gepubliceerd in 1952 door Timm.